# إيلين أنكشفارد
أنا لوفيسا إيلونورا «إيلين» أنكشفارد (بالسويدية: Ellen Anckarsvärd) (نيستروم قبل الزواج) (10 كانون الأول 1833 - 8 كانون الأول 1898)، ناشطة سويدية في مجال حقوق المرأة. كانت عضواً مؤسساً وأمينة سر لجمعية حقوق الملكية للمرأة المتزوجة (1873)، وعضواً مؤسساً كذلك ونائبة رئيس في جمعية أصدقاء الحرف اليدوية (1874)، كما شاركت في تأسيس جمعية فريدريكا بريمر (1884)، وكانت نائبة رئيس هذه الجمعية من عام 1896إلى عام 1898، وترأست المجلس الوطني للمرأة السويدية من عام 1896إلى عام 1898، بالإضافة إلى رئاسة لايسالونين من عام 1896 إلى عام 1898.

## حياتها
إلين أنكشفارد هي ابنة المهندس المعماري بير أكسيل نيستروم. وقد تزوجت من المهندس المعماري ثيودور أنكشفارد (1816- 1878). وهي والدة الديبلوماسي كوسفا أنكشفارد والذي أصبح وزيراً للخارجية فيما بعد، والأم الحاضنة للفنان لويس سبار.
 أصبحت إيلين أنكشفارد واحدة من أبرز شخصيات الجيل الأول في الحركة النسائية المنظمة في السويد. قامت هي وآنا هيرتا ريتزيوس بمبادرة تأسيس جمعية حقوق الملكية للمرأة المتزوجة في عام 1873، والتي كانت أول منظمة لحقوق المرأة في السويد. وعملت أمينة سر هناك لسنوات عديدة. وتعدها آنا هيرتا ريتزيوس الشخصية الرائدة في المنظمة بفكرها وكفاءتها.
 شاركت في تأسيس «أصدقاء الحرف اليدوية» في عام 1874، وعملت في المجلس الاقتصادي للمؤسسة ثم أصبحت نائبة للرئيس. كما أصبحت عضواً في مجلس إدارة الجمعية الأدبية لايسالونين من عام 1874 إلى عام 1896 لترأسها في نفس العام.
كانت عضواً مؤسساً في جمعية فريدريكا بريمر وهي المنظمة الرئيسية لحقوق المرأة في القرن التاسع عشر. وترى إيلين كي أن أنكشفارد كانت مُنظمة ماهرة فلم يصعب عليها حل أي مشكلة قانونية أو عملية، وقد عملت مستشارة قانونية للمنظمة. وكانت تُعرف بخليفة صوفي أدليرشباري داخل الحركة النسائية البرجوازية السويدية. والتي كانت على علاقة وثيقة بها، وقد قيل عنهما ذات مرة: «إن السيدة أدليرشباري هي التي تنجب الأفكار، لكن السيدة أنكشفارد هي التي تربيها».
شغلت منصب رئيسة المجلس الوطني للمرأة السويدية من عام 1896 إلى عام 1898، والذي أصبح جزءاً من المجلس الدولي للمرأة في عام 1898. واستضافت مؤتمر نساء الشمال الأوروبي الذي أقامته المنظمة في عام 1897. وترأست اللجنة النسائية لمعرض شيكاغو، وكانت عضواً في جمعية أبرشية كلارا الخيرية، ومؤسسة دوكونساس «الشماس» ومجلس مجلة إيدون.
 تصفها إيلين كي بأنها شقراء صغيرة ذات بنية ناعمة ومزاج هادئ ومتحفظة ومتواضعة، ولكنها ذكية بشكل مبهر وقوية وقادرة على التركيز على الأمور التي بين يديها. كما أنها شخصية محورية في المنظمات التي شاركت فيها من خلال كفاءتها بصفتها مُنظمة ومسؤولة. تحدثت إيلين كي عن أنكشفارد في مقال تذكاري لها في مجلة إيدون:
"شقراء بشدة، شاحبة وهشة، مخلوقة حساسة وناعمة، ليست ضعيفة فحسب، ولكن شاحبة أيضاً، هكذا كانت تبدو بشكل سطحي ولكن خلف تلك الهشاشة بنية بدنية تتفوق على أغلب المواهب الذكورية التي صادفتُها على الإطلاق لدي أي أحد من الإناث. لم يسبق لي أن التقيت امرأة تركز بشكل كامل على سؤال دون أن يستهلكها ذلك.
أقرّت صديقة مشتركة «فون فولمار» -وهي امرأة تتمتع بذكاء حاد- ذات مرة وبعد أحد الاجتماعات مع إيلين أنكشفارد لجمعية حقوق الملكية للمرأة المتزوجة أنَّ إيلين أنكشفارد كانت ذات رؤية أوضح في هذه المواضيع وكانت لتجيب عن أسئلة المحررين في نومها أفضل مما قد نفعل في يقظتنا! وبالإضافة إلى ذلك، فإننا وجدنا هذه المخلوقة النحيلة، التي لا يتحمل من هم مثلها الملامسة إذا ما تطلب الأمر المصافحة، قوية وقادرة بابتسامتها على تحمل قدر كبير من المهام التي كانت لتهزِم من هم سواها. بذلك فقط سنفهم كيف أصبحت إيلين أنكشفارد متفوقة في الأماكن التي كانت فاعلة فيها.